# Mistrzostwa Świata w Wioślarstwie 2009 – jedynka mężczyzn
Jedynka mężczyzn (M1x) – konkurencja rozgrywana podczas Mistrzostw Świata w Wioślarstwie 2009 w Poznaniu między 23 a 30 sierpnia na Torze Regatowym Malta.

## Harmonogram konkurencji
Wszystkie godziny w czasie letnim (UTC+2)
| Godzina                     | Wydarzenie  | Runda         |
| --------------------------- | ----------- | ------------- |
| Niedziela, 23 sierpnia 2009 | 12:30-12:54 | Eliminacje    |
| Wtorek, 25 sierpnia 2009    | 12:42-13:06 | Repasaże      |
| Środa, 26 sierpnia 2009     | 11:36-11:48 | Półfinały C/D |
| Czwartek, 27 sierpnia 2009  | 15:09-15:26 | Półfinały A/B |
| Czwartek, 27 sierpnia 2009  | 13:00-11:08 | Finał D       |
| Piątek, 28 sierpnia 2009    | 11:49-11:54 | Finał C       |
| Sobota, 29 sierpnia 2009    | 15:24-15:30 | Finał B       |
| Sobota, 29 sierpnia 2009    | 13:03-13:18 | Finał A       |

## Medaliści
| Złoto         | Srebro        | Brąz         |
| Mahe Drysdale | Alan Campbell | Ondřej Synek |

## Wyniki

### Eliminacje
Reguła kwalifikacji: 1 → PA/B, 2.. → R

#### Eliminacje 1
| Miejsce | Zawodnik             | Kraj      | Czas    | Uwagi |
| ------- | -------------------- | --------- | ------- | ----- |
| 1       | Olaf Tufte           | Norwegia  | 6:56,45 | PA/B  |
| 2       | Mindaugas Griškonis  | Litwa     | 6:58,55 | R     |
| 3       | Ariel Suárez         | Argentyna | 7:07,52 | R     |
| 4       | Maksim Szauczenka    | Białoruś  | 7:20,50 | R     |
| 5       | Oscar Vasquez Ochoa  | Chile     | 7:26,45 | R     |
| 6       | Seyedmojtaba Shojaei | Iran      | 7:32,43 | R     |

#### Eliminacje 2
| Miejsce | Zawodnik        | Kraj              | Czas    | Uwagi |
| ------- | --------------- | ----------------- | ------- | ----- |
| 1       | Alan Campbell   | Wielka Brytania   | 6:54,15 | PA/B  |
| 2       | Ondřej Synek    | Czechy            | 7:04,66 | R     |
| 3       | Warren Anderson | Stany Zjednoczone | 7:07,46 | R     |
| 4       | Serhij Hryń     | Ukraina           | 7:13,40 | R     |
| 5       | Haidar Nozad    | Irak              | 7:31,60 | R     |

#### Eliminacje 3
| Miejsce | Zawodnik                 | Kraj              | Czas    | Uwagi |
| ------- | ------------------------ | ----------------- | ------- | ----- |
| 1       | Mahe Drysdale            | Nowa Zelandia     | 6:57,12 | PA/B  |
| 2       | Angel Fournier Rodriguez | Kuba              | 7:01,80 | R     |
| 3       | Janis Christu            | Grecja            | 7:04,96 | R     |
| 4       | Peter Lambert            | Południowa Afryka | 7:12,38 | R     |
| 5       | Sean Casey               | Irlandia          | 7:14,27 | R     |
| 6       | Bajrang Lal Takhar       | Indie             | 7:23,06 | R     |

#### Eliminacje 4
| Miejsce | Zawodnik       | Kraj      | Czas    | Uwagi |
| ------- | -------------- | --------- | ------- | ----- |
| 1       | Tim Maeyens    | Belgia    | 6:57,78 | PA/B  |
| 2       | Lassi Karonen  | Szwecja   | 7:00,71 | R     |
| 3       | Mathias Rocher | Niemcy    | 7:06,47 | R     |
| 4       | Jüri Jaanson   | Estonia   | 7:06,91 | R     |
| 5       | Mario Vekić    | Chorwacja | 7:20,47 | R     |

### Repasaże
Reguła kwalifikacji: 1-2 → PA/B, 3... → PC/D

#### Repasaże 1
| Miejsce | Zawodnik            | Kraj    | Czas    | Uwagi |
| ------- | ------------------- | ------- | ------- | ----- |
| 1       | Lassi Karonen       | Szwecja | 7:25,63 | PA/B  |
| 2       | Janis Christu       | Grecja  | 7:32,02 | PA/B  |
| 3       | Serhij Hryń         | Ukraina | 7:36,14 | PC/D  |
| 4       | Oscar Vasquez Ochoa | Chile   | 7:52,04 | PC/D  |

#### Repasaże 2
| Miejsce | Zawodnik                 | Kraj              | Czas    | Uwagi |
| ------- | ------------------------ | ----------------- | ------- | ----- |
| 1       | Angel Fournier Rodriguez | Kuba              | 7:18,72 | PA/B  |
| 2       | Warren Anderson          | Stany Zjednoczone | 7:21,53 | PA/B  |
| 3       | Mario Vekić              | Chorwacja         | 7:22,04 | PC/D  |
| 4       | Maksim Szauczenka        | Białoruś          | 7:35,00 | PC/D  |
| 5       | Bajrang Lal Takhar       | Indie             | 7:39,74 | PC/D  |

#### Repasaże 3
| Miejsce | Zawodnik     | Kraj      | Czas    | Uwagi |
| ------- | ------------ | --------- | ------- | ----- |
| 1       | Ondřej Synek | Czechy    | 7:28,05 | PA/B  |
| 2       | Ariel Suárez | Argentyna | 7:32,27 | PA/B  |
| 3       | Sean Casey   | Irlandia  | 7:38,98 | PC/D  |
| 4       | Jüri Jaanson | Estonia   | 7:44,89 | PC/D  |

#### Repasaże 4
| Miejsce | Zawodnik             | Kraj              | Czas    | Uwagi |
| ------- | -------------------- | ----------------- | ------- | ----- |
| 1       | Mindaugas Griškonis  | Litwa             | 7:19,59 | PA/B  |
| 2       | Mathias Rocher       | Niemcy            | 7:23,48 | PA/B  |
| 3       | Peter Lambert        | Południowa Afryka | 7:27,11 | PC/D  |
| 4       | Haidar Nozad         | Irak              | 7:43,84 | PC/D  |
| 5       | Seyedmojtaba Shojaei | Iran              | 7:46,71 | PC/D  |

### Półfinały C/D
Reguła kwalifikacji: 1-3 → FC, 4... → FD

#### Półfinały C/D 1
| Miejsce | Zawodnik             | Kraj              | Czas    | Uwagi |
| ------- | -------------------- | ----------------- | ------- | ----- |
| 1       | Serhij Hryń          | Ukraina           | 6:57,25 | FC    |
| 2       | Peter Lambert        | Południowa Afryka | 6:59,10 | FC    |
| 3       | Maksim Szauczenka    | Białoruś          | 7:05,88 | FC    |
| 4       | Seyedmojtaba Shojaei | Iran              | 7:21,19 | FD    |
| 5       | Jüri Jaanson         | Estonia           |         | DNS   |

#### Półfinały C/D 2
| Miejsce | Zawodnik            | Kraj      | Czas    | Uwagi |
| ------- | ------------------- | --------- | ------- | ----- |
| 1       | Mario Vekić         | Chorwacja | 6:55,21 | FC    |
| 2       | Sean Casey          | Irlandia  | 6:58,49 | FC    |
| 3       | Oscar Vasquez Ochoa | Chile     | 7:01,48 | FC    |
| 4       | Bajrang Lal Takhar  | Indie     | 7:02,09 | FD    |
| 5       | Haidar Nozad        | Irak      | 7:16,19 | FD    |

### Półfinały A/B
Reguła kwalifikacji: 1-3 → FA, 4... → FB

#### Półfinały A/B 1
| Miejsce | Zawodnik            | Kraj              | Czas    | Uwagi |
| ------- | ------------------- | ----------------- | ------- | ----- |
| 1       | Alan Campbell       | Wielka Brytania   | 6:48,43 | FA    |
| 2       | Ondřej Synek        | Czechy            | 6:49,90 | FA    |
| 3       | Olaf Tufte          | Norwegia          | 6:52,53 | FA    |
| 4       | Janis Christu       | Grecja            | 6:52,81 | FB    |
| 5       | Warren Anderson     | Stany Zjednoczone | 7:02,69 | FB    |
| 6       | Mindaugas Griškonis | Litwa             | 7:18,88 | FB    |

#### Półfinały A/B 2
| Miejsce | Zawodnik                 | Kraj          | Czas    | Uwagi |
| ------- | ------------------------ | ------------- | ------- | ----- |
| 1       | Mahe Drysdale            | Nowa Zelandia | 6:46,21 | FA    |
| 2       | Tim Maeyens              | Belgia        | 6:48,37 | FA    |
| 3       | Mathias Rocher           | Niemcy        | 6:49,09 | FA    |
| 4       | Lassi Karonen            | Szwecja       | 6:52,01 | FB    |
| 5       | Ariel Suárez             | Argentyna     | 6:56,39 | FB    |
| 6       | Angel Fournier Rodriguez | Kuba          | 6:57,39 | FB    |

### Finał D
| Miejsce | Zawodnik             | Kraj  | Czas    | Uwagi |
| ------- | -------------------- | ----- | ------- | ----- |
| 1       | Bajrang Lal Takhar   | Indie | 7:20,04 |       |
| 2       | Haidar Nozad         | Irak  | 7:23,54 |       |
| 3       | Seyedmojtaba Shojaei | Iran  | 7:24,78 |       |

### Finał C
| Miejsce | Zawodnik            | Kraj              | Czas    | Uwagi |
| ------- | ------------------- | ----------------- | ------- | ----- |
| 1       | Maksim Szauczenka   | Białoruś          | 7:33,25 |       |
| 2       | Peter Lambert       | Południowa Afryka | 7:37,29 |       |
| 3       | Mario Vekić         | Chorwacja         | 7:38,73 |       |
| 4       | Sean Casey          | Irlandia          | 7:44,16 |       |
| 5       | Serhij Hryń         | Ukraina           | 7:50,85 |       |
| 6       | Oscar Vasquez Ochoa | Chile             | 8:04,11 |       |

### Finał B
| Miejsce | Zawodnik                 | Kraj              | Czas    | Uwagi |
| ------- | ------------------------ | ----------------- | ------- | ----- |
| 1       | Mindaugas Griškonis      | Litwa             | 6:47,55 |       |
| 2       | Janis Christu            | Grecja            | 6:49,50 |       |
| 3       | Lassi Karonen            | Szwecja           | 6:50,75 |       |
| 4       | Angel Fournier Rodriguez | Kuba              | 6:51,09 |       |
| 5       | Ariel Suárez             | Argentyna         | 6:51,31 |       |
| 6       | Warren Anderson          | Stany Zjednoczone | 7:06,06 |       |

### Finał A
| Miejsce | Zawodnik       | Kraj            | Czas    | Uwagi |
| ------- | -------------- | --------------- | ------- | ----- |
|         | Mahe Drysdale  | Nowa Zelandia   | 6:33,35 |       |
|         | Alan Campbell  | Wielka Brytania | 6:34,30 |       |
|         | Ondřej Synek   | Czechy          | 6:38,53 |       |
| 4       | Tim Maeyens    | Belgia          | 6:44,59 |       |
| 5       | Mathias Rocher | Niemcy          | 6:48,09 |       |
| 6       | Olaf Tufte     | Norwegia        | 7:02,82 |       |